# Świątki
Świątki (Heiligenthal fino al 1945) è un comune rurale polacco del distretto di Olsztyn, nel voivodato della Varmia-Masuria.
Ricopre una superficie di 163,8 km² e nel 2004 contava 4 273 abitanti.